# Jordan Adéoti
Jordan Adéoti est un footballeur international béninois né le 12 mars 1989 à L'Union (Haute-Garonne). Il joue actuellement au poste de milieu défensif ou de défenseur central à l'US Avranches MSM.

## Biographie

### Enfance et formation
Fils d'un père béninois et d'une mère française, Jordan Souleymane Adéoti voit le jour le 12 mars 1989 à L'Union, commune de la Haute-Garonne.
Après s'être essayé au basket-ball, le jeune Jordan débute le football à l'âge de huit ans en septembre 1997. Il évolue en poussins première année au TOAC (Toulouse Olympique Aviation Club), où son père est entraîneur de basket. Après un passage d'une saison au club de Castelginest, où la famille Adéoti habitait, il rejoint le Toulouse FC, qui le courtise depuis plusieurs années déjà. Il y évoluera pendant six ans de benjamins à 16 ans nationaux, passant entre-temps par le centre de préformation de Castelmaurou. À Toulouse il côtoie notamment Moussa Sissoko. En 2004 il participe à des stages régionaux avec la Ligue de Midi-Pyrénées, mais n'est pas retenu pour la Coupe nationale des 14 ans. Il rejoint en 2006 le club de Colomiers, effectuant une année en 18 ans, puis une seconde avec l'équipe réserve en DHR.

### Carrière en club

#### Débuts en CFA (2008-2012)
Jordan Adéoti commence sa carrière au niveau national en CFA en 2008 à l'US Colomiers où il s'impose rapidement comme un titulaire du club haut-garonnais. Il y effectue 4 saisons pleines, dont une dernière avec William Prunier comme entraîneur. Côté études, après un bac ES obtenu en 2007, il décroche un BTS comptabilité-gestion puis un DCG. Il prépare alors un DSCG et se dirige vers le métier d'expert-comptable.

#### Carrière professionnelle (depuis 2012)
À l'été 2012, celui qui vient de découvrir le niveau international avec la sélection béninoise signe son premier contrat professionnel au Stade lavallois, club de Ligue 2. Il joue son premier match avec le club mayennais le 3 août 2012 contre l'AS Monaco en remplacement de Gaëtan Belaud et marque son premier but le 21 septembre 2012 contre le Stade Malherbe de Caen. Il joue 21 matchs lors de cette saison 2012-2013.

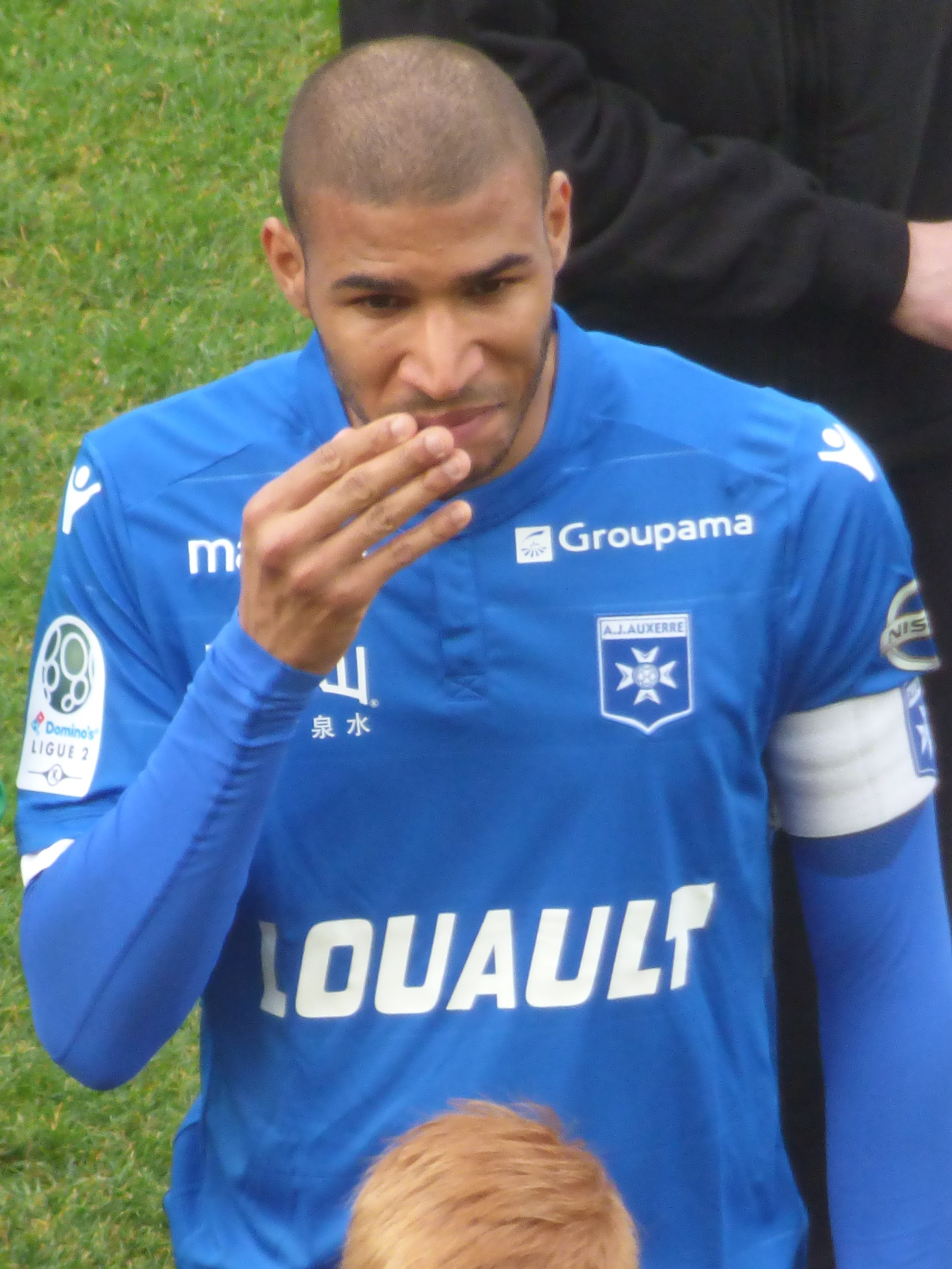
Adéoti, capitaine de l'AJ Auxerre en 2019.

En fin de contrat avec le Stade lavallois à la fin de la saison 2013-2014 et supervisé par le TFC, il choisit de s'engager avec le Stade Malherbe de Caen, promu en Ligue 1, pour une durée de deux ans et découvre ainsi la Ligue 1. Après un début de saison prometteur en tant que milieu défensif, il perd sa place de titulaire au profit du vétéran Nicolas Seube, mais parviendra à récupérer une place de titulaire non pas au milieu de terrain, mais en défense centrale aux côtés de Damien Da Silva. A l'issue de la saison 2016-2017, malgré une saison pleine (30 matchs dont 26 titulaires), son contrat n'est pas prolongé et la direction du club le laisse libre. Il rejoint alors l'AJ Auxerre le 13 juin 2017, et devient capitaine de l'équipe à mi-saison. Moins utilisé à partir de 2019, son contrat n'est pas renouvelé en 2020.
En août 2020 il rejoint la Norvège pour un contrat court de six mois avec Sarpsborg, sa première expérience à l'étranger. Il dispute treize rencontres mais n'est titularisé qu'à quatre reprises. Au mercato hivernal il fait son retour en France et, souhaitant retrouver un club rapidement, il signe au FC Annecy, club de National, pour six mois. Il s'y impose rapidement, participe à la belle deuxième partie de saison des Savoyards, mais ne se voit pas proposer de contrat en mai. En juillet 2021, il est de retour au Stade lavallois, club de ses débuts professionnels. Son contrat porte sur deux saisons plus une année complémentaire en cas de montée en Ligue 2. En mai 2022, il remporte avec Laval le championnat de France National, son premier titre, et accède à la Ligue 2.

### En équipe nationale
Possédant la double nationalité franco-béninoise par son ascendance paternelle, il choisit de répondre favorablement à l'appel de la sélection du Bénin, dirigée par Manuel Amoros, ancien coéquipier de William Prunier, entraîneur d'Adéoti à Colomiers. Le 3 juin 2012, Jordan Adéoti porte pour la première fois le maillot de l'équipe du Bénin lors d'une rencontre contre le Mali devant 30 000 personnes.
En juillet 2019, il atteint les quarts de finale de la Coupe d'Afrique des nations 2019 avec le Bénin.

## Statistiques
| Saison                | Club                  | Championnat           | Championnat | Championnat | Coupe nationale | Coupe nationale | Coupe de la Ligue | Coupe de la Ligue | Bénin | Bénin | Total | Total |
| Saison                | Club                  | Division              | M.          | B.          | M.              | B.              | M.                | B.                | M.    | B.    | M.    | B.    |
| 2008-2009             | US Colomiers          | CFA                   | 19          | 1           | -               | -               | -                 | -                 | -     | -     | 19    | 1     |
| 2009-2010             | US Colomiers          | CFA                   | 29          | 3           | -               | -               | -                 | -                 | -     | -     | 29    | 3     |
| 2010-2011             | US Colomiers          | CFA                   | 32          | 2           | 4               | 0               | -                 | -                 | -     | -     | 36    | 2     |
| 2011-2012             | US Colomiers          | CFA                   | 30          | 5           | 2               | 0               | -                 | -                 | 4     | 0     | 36    | 5     |
| Sous-total            | Sous-total            | Sous-total            | 110         | 11          | 6               | 0               | -                 | -                 | 4     | 0     | 120   | 11    |
| 2012-2013             | Stade lavallois       | Ligue 2               | 21          | 1           | 0               | 0               | 1                 | 0                 | 3     | 0     | 25    | 1     |
| 2013-2014             | Stade lavallois       | Ligue 2               | 35          | 2           | 1               | 0               | 1                 | 0                 | -     | -     | 37    | 2     |
| Sous-total            | Sous-total            | Sous-total            | 56          | 3           | 1               | 0               | 2                 | 0                 | 3     | 0     | 62    | 3     |
| 2014-2015             | SM Caen               | Ligue 1               | 28          | 0           | 1               | 1               | 1                 | 0                 | 2     | 0     | 32    | 1     |
| 2015-2016             | SM Caen               | Ligue 1               | 32          | 0           | 1               | 0               | 1                 | 0                 | 5     | 0     | 39    | 0     |
| 2016-2017             | SM Caen               | Ligue 1               | 27          | 0           | 2               | 0               | 1                 | 0                 | 2     | 0     | 32    | 0     |
| Sous-total            | Sous-total            | Sous-total            | 87          | 0           | 4               | 1               | 3                 | 0                 | 9     | 0     | 103   | 1     |
| 2017-2018             | AJ Auxerre            | Ligue 2               | 34          | 3           | 3               | 0               | 1                 | 0                 | 1     | 0     | 39    | 3     |
| 2018-2019             | AJ Auxerre            | Ligue 2               | 25          | 3           | 0               | 0               | 3                 | 0                 | 12    | 0     | 40    | 3     |
| 2019-2020             | AJ Auxerre            | Ligue 2               | 6           | 0           | 1               | 0               | 0                 | 0                 | 5     | 0     | 12    | 0     |
| Sous-total            | Sous-total            | Sous-total            | 65          | 6           | 4               | 0               | 4                 | 0                 | 18    | 0     | 91    | 6     |
| 2020                  | Sarpsborg 08 FF       | Eliteserien           | 13          | 0           | -               | -               | -                 | -                 | 1     | 0     | 14    | 0     |
| Sous-total            | Sous-total            | Sous-total            | 13          | 0           | -               | -               | -                 | -                 | 1     | 0     | 14    | 0     |
| jan. 2021-2021        | FC Annecy             | National              | 13          | 1           | 3               | 0               | -                 | -                 | 3     | 0     | 19    | 1     |
| Sous-total            | Sous-total            | Sous-total            | 13          | 1           | 3               | 0               | -                 | -                 | 3     | 0     | 19    | 1     |
| 2021-2022             | Stade lavallois       | National              | 31          | 0           | 2               | 0               | -                 | -                 | 6     | 1     | 39    | 1     |
| 2022-2023             | Stade lavallois       | Ligue 2               | 33          | 2           | 1               | 0               | -                 | -                 | 3     | 0     | 37    | 2     |
| 2023-2024             | Stade lavallois       | Ligue 2               | 23          | 0           | 5               | 0               | -                 | -                 | -     | -     | 28    | 0     |
| 2024-2025             | Stade lavallois       | Ligue 2               | -           | -           | -               | -               | -                 | -                 | -     | -     | 0     | 0     |
| Sous-total            | Sous-total            | Sous-total            | 87          | 2           | 8               | 0               | -                 | -                 | 9     | 1     | 104   | 3     |
| Total sur la carrière | Total sur la carrière | Total sur la carrière | 431         | 23          | 26              | 1               | 9                 | 0                 | 47    | 1     | 513   | 25    |

## Palmarès
- Champion de France de National en 2022 avec le Stade lavallois

- Quart de finaliste de la Coupe d'Afrique des nations 2019 avec le Bénin

## Vie personnelle
Il est marié à Chloé, rencontrée à Caen en 2015, et père de deux filles.

## Quelques images

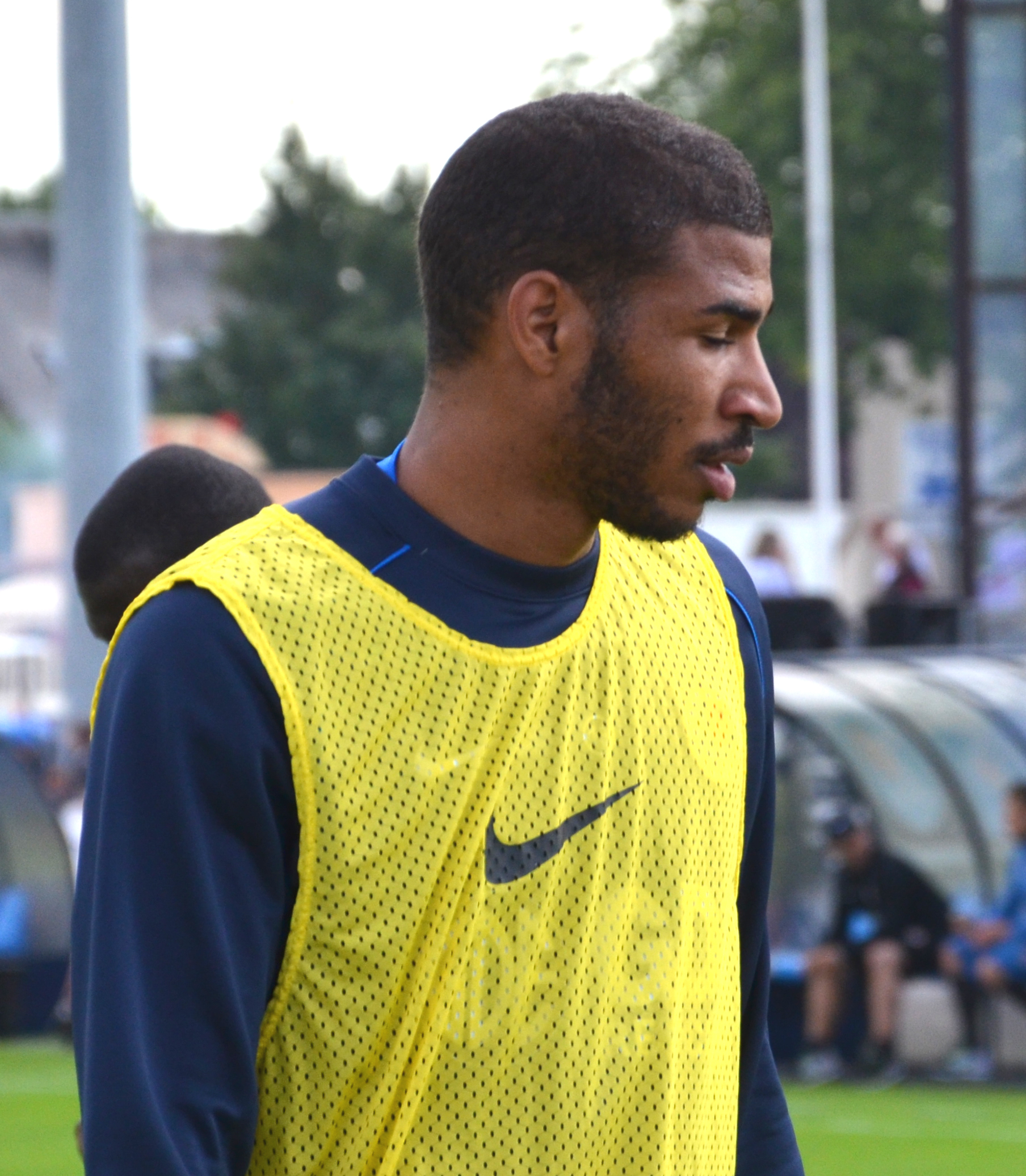
Caen - Rennes, en juillet 2014.
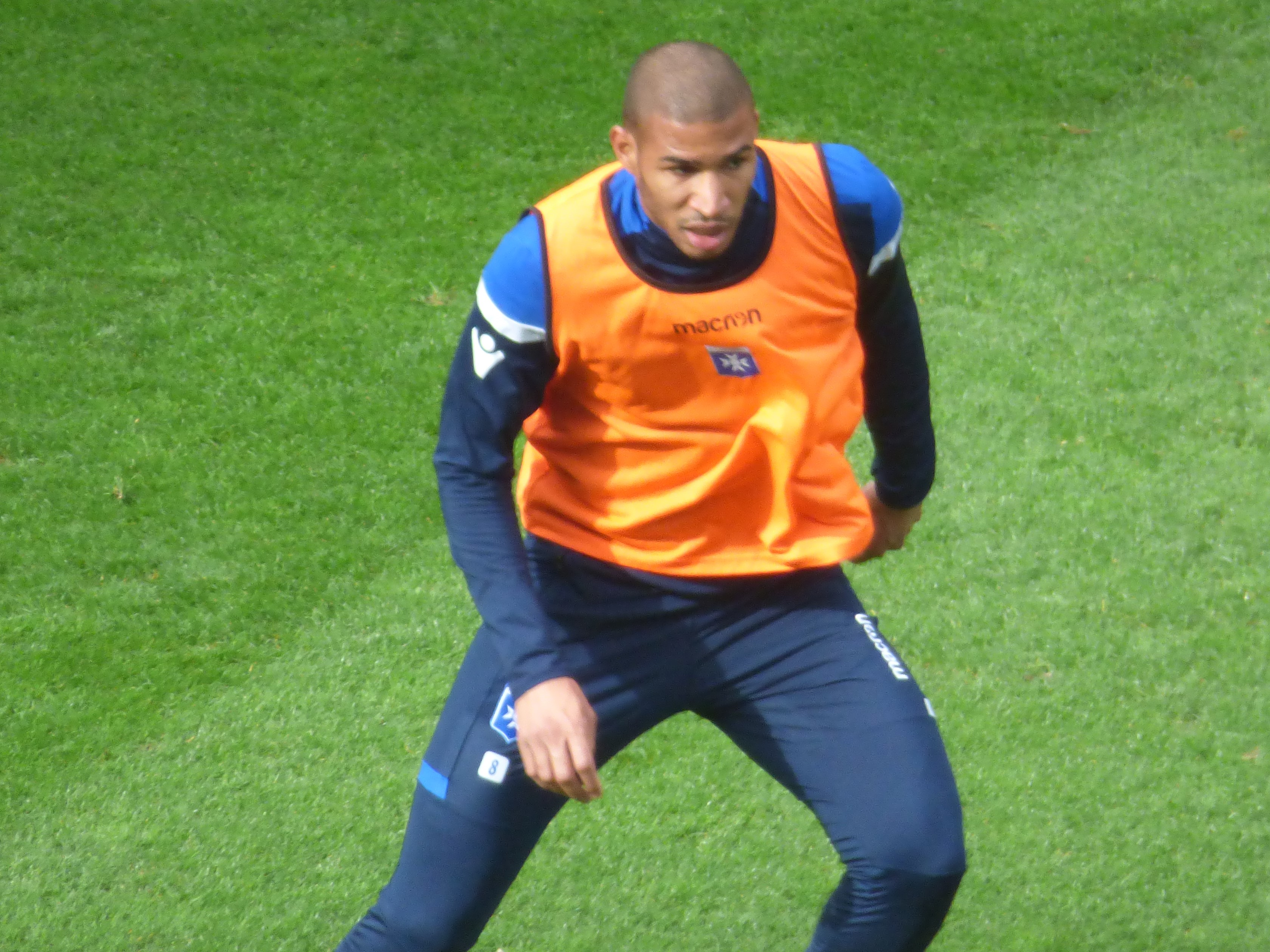
RC Lens - AJ Auxerre, mars 2019.
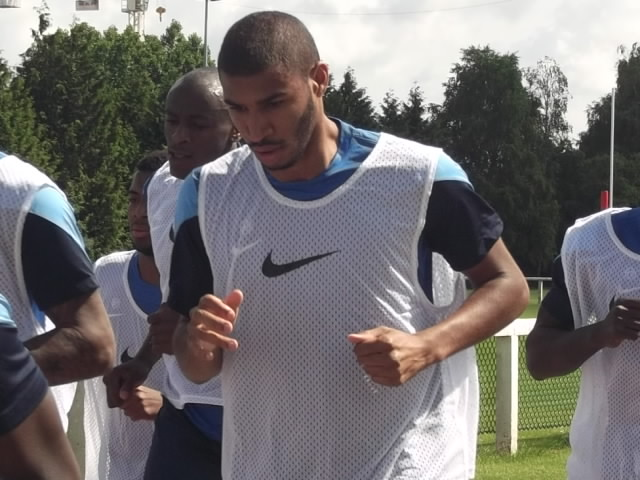
Jordan Adéoti sous le maillot caennais